# Miss Italia 2007
Miss Italia 2007 si è svolta a Salsomaggiore Terme dal 20 al 24 settembre 2007, ed è stata condotta da Mike Bongiorno e Loretta Goggi. Vincitrice del concorso è stata la diciottenne Silvia Battisti di Verona. Seconda classificata Sabrina Passante di Brindisi vincitrice del titolo Miss Novella 2000 e infine terza Ilaria Capponi di Perugia vincitrice della fascia Miss Sasch Modella Domani.

## La gara
Miss Italia 2007 si è svolta in quattro serate dal 20 al 24 settembre 2007, con una pausa di un giorno il 22, condotte da Mike Bongiorno e Loretta Goggi da Salsomaggiore Terme. L'organizzazione dell'evento è ad opera di Rai Uno, con Patrizia Mirigliani ed Enzo Mirigliani, e la partecipazione del comune di Salsomaggiore Terme. Oltre ad una giuria che varia ogni serata, c'è una commissione tecnica che si occupa delle Miss, composta da Simona Izzo, Guillermo Mariotto, Fioretta Mari, Simone Di Pasquale e Robin.
Nella prima serata le prime cinquanta finaliste, divise in gruppi di dieci, sfilano davanti alla giuria composta da Michele Placido (presidente), Eleonora Giorgi, Amanda Lear, Serena Autieri e Margherita Granbassi. Di ogni gruppo viene stilata una classifica in base ai giudizi della giuria e del televoto. Le prime quattro classificate di ogni gruppo passano direttamente alla fase successiva, mentre la quinta sfida una delle altre cinque (considerate tutte seste ex aequo), e la vincitrice della sfida si aggiunge alle altre quattro che hanno passato il turno. In totale saranno classificate venticinque semifinaliste. Durante la seconda serata con lo stesso meccanismo vengono selezionate altre venticinque semifinaliste.
Nella terza serata viene assegnata la fascia di Miss Cinema, mentre le cinquanta semifinaliste, nuovamente divise in cinque gruppi da dieci, si esibiscono davanti alla giuria. Per ogni gruppo, il televoto e la giuria (in questa serata presieduta da Emilio Fede) decretano una classifica in cui le prime quattro di ogni gruppo passano alla finale. La quinta classificata sfida le altre cinque, e la vincitrice viene decisa esclusivamente dal televoto. Le cinque vincitrici passano alla fase finale del concorso, unendosi alle venti già classificate.
Durante la serata finale, viene consegnata la fascia di Miss Eleganza. Alle venticinque finaliste si aggiungono altre cinque concorrenti fra le settantacinque eliminate durante le serate precedenti. Ogni Miss si esibisce individualmente e viene valutata dalla giuria, presieduta da Pippo Baudo e televoto. Le prime quindici con il miglior risultato passano alla fase successiva, in cui si esibiscono di nuovo e vengono ridotte a cinque, poi a tre, a due ed infine viene incoronata Miss Italia 2007.

## Curiosità
- Durante la prima serata ebbe luogo una storica discussione tra Mike Bongiorno e Loretta Goggi. Quest'ultima fu chiamata sul palco dal presentatore dopo mezz'ora dall'inizio del programma, successivamente ad un imprevisto collegamento telefonico tra Mike Bongiorno e Fiorello. Appena arrivata sul palco, Loretta Goggi, risentita di non essere entrata assieme al collega ad inizio serata, salutò tutti quanti augurando la buonanotte ed uscì dallo studio, salvo poi tornare in scena poco dopo.

## Piazzamenti
| Risultato finale     | Concorrente |
| -------------------- | --- |
| Miss Italia 2007     | - – Silvia Battisti |
| Seconda classificata | - – Sabrina Passante |
| Terza classificata   | - – Ilaria Capponi |
| Top 5                | - – Federica Di Bartolo - – Marilena Itta |
| Top 15               | - – Mariapia Aricò - – Maria Claudia Pischedda - – Sara Gravina - – Laura Zonta - – Angela Florio - – Federica Nargi - – Jessica Bellinghieri - – Manuela Pili - – Raffaella Modugno - – Rosaria Schiavo |
| Top 30               | - – Alessandra Pucci - – Laura Pivetta - – Francesca Crocini - – Rajaà Afroud - – Sabrina Casella - – Maria Misericordia - – Simona Mazzarella - – Deborah Asta - – Ruth Morandini - – Micol Del Gaudio - – Cristina Manzolini - – Alberta Tarquini - – Francesca Ciullo - – Sara Cavagnari - – Assunta Pannone |

## Altri riconoscimenti
- Miss Cinema: Micol Del Gaudio (Liguria)
- Miss Eleganza: Federica di Bartolo (Lazio)
- Miss Cotonella: Federica Nargi, Miss Roma
- Miss Sasch Modella Domani: Ilaria Capponi, Miss Lazio
- Miss Deborah; Rosaria Schiavo, Miss Campania
- Miss L'auraBlu Moda Mare: Eleonora Pellegrin, (Lombardia)
- Miss Ragazza in Gambissime Lea Foscati: Sara Cavagnari (Emilia-Romagna)
- Miss Peugeot: Stephanie Salvadori,  Miss Toscana;
- Miss Wella Professional: Alessandra Pucci (Lombardia)
- Miss Miluna: Silvia Battisti, Miss Veneto
- Miss Rocchetta Bellezza: Laura Pivetta (Veneto)
- Miss LeiCard di Agos: Mariapia Aricò (Umbria)
- Miss Televolto Le Fablier: Sabrina Casella (Sicilia)
- Miss Carpisa: Jessica Bellinghieri  (Sicilia)
- Miss Ragazza Moderna: Cristina Giuliani (Lazio)
- Miss Diva e Donna:  Rosaria Schiavo (Miss Campania)
- Miss Novella 2000:  Sabrina Passante (Miss Puglia).

## Le concorrenti
001) Genny Lillaz (Miss Valle d'Aosta)

002) Cristina Giuliani (Miss Cinema Lazio)

003) Nicole De Vettori (Miss Rocchetta Bellezza Piemonte)

004) Alessandra Pucci (Miss Sasch Modella Domani Lombardia)

005) Francesca Pasqualini (Miss Wella Trentino Alto Adige)

006) Valentina Vidal (Miss Deborah Friuli Venezia Giulia)

007) Giulia Gaudino (Miss l'auraBlu Moda Mare Emilia-Romagna)

008) Mariapia Aricò (Miss Sorriso LeiCard di Agos Umbria)

009) Laura Pivetta (Miss Televolto Le Fablier Veneto)

010) Maria Claudia Pischedda (Miss Sardegna)

011) Jessica Cecchini (Miss Piemonte)

012) Alice Giacoletti (Miss Cinema Piemonte)

013) Laura Zonta (Miss Rocchetta Bellezza Veneto)

014) Francesca Crocini (Miss Sasch Modella Domani Toscana)

015) Luisa Furnari (Miss Wella Marche)

017) Gretanichol Tomassoni (Miss Deborah Emilia-Romagna)

018) Elisa Dazzan (Miss l'auraBlu Moda Mare Friuli Venezia Giulia)

019) Gilda Sasso (Miss Sorriso LeiCard di Agos Campania)

020) Sara Gravina (Miss Televolto Le Fablier Lombardia)

021) Alessia Buetto (Miss Sicilia)

022) Dalila Dolci (Miss Lombardia)

023) Daria Di Vecchio (Miss Eleganza Toscana)

024) Annalisa Persenda (Miss Rocchetta Bellezza Lazio)

025) Valeria Marcantonio (Miss Sasch Modella Domani Abruzzo)

026) Margherita Carpinteri (Miss Wella Piemonte)

027) Silvia Hilapse (Miss Deborah Marche)

028) Rajaà Afroud (Miss Sorriso LeiCard di Agos Friuli Venezia Giulia)

029) Luana Pallini (Miss Televolto Le Fablier Umbria)

030) Veronica Mercuri (Miss l'auraBlu Moda Mare Lazio)

031) Luisa Vischi (Miss Basilicata)

032) Giulia Vinante (Miss Trentino Alto Adige)

033) Angela Florio (Miss Eleganza Campania)

034) Federica Nargi (Miss Roma)

035) Valeria Greco (Miss Rocchetta Bellezza Sicilia)

036) Jessica Bellinghieri (Miss Sasch Modella Domani Sicilia)

037) Maria Di Stolfo (Miss l'auraBlu Moda Mare Puglia)

038) Veronica Nanni (Miss Sorriso LeiCard di Agos Emilia-Romagna)

039) Valentina Benedetti (Miss Televolto Le Fablier Toscana)

040) Sabrina Casella (Miss Deborah Sicilia)

041) Maria Misericordia (Miss Calabria)

042) Giorgia Pizzamiglio (Miss Friuli Venezia Giulia)

043) Sara Grandini (Miss Rocchetta Bellezza Calabria)

044) Noemi Gaudiero (Miss Sasch Modella Domani Campania)

045) Shadine El Saidi (Miss Wella Lazio)

046) Simona Mazzarella (Miss Deborah Napoli)

047) Manuela Pili (Miss l'auraBlu Moda Mare Sardegna)

048) Giacoma Cammarata (Miss Televolto Le Fablier Sicilia)

049) Raffaella Modugno (Miss Televolto Le Fablier Campania)

050) Roberta Serpente (Miss Wella Sicilia)

051) Sabrina Passante (Miss Puglia)

052) Silvia Battisti (Miss Veneto)

053) Martina Filosa (Miss Cinema Campania)

054) Giada Bessone (Miss Rocchetta Bellezza Valle d'Aosta)

055) Martina Loreto (Miss Sasch Modella Domani Piemonte)

056) Adriana Castrogiovanni (Miss Wella Valle d'Aosta)

057) Denise Della Giacoma (Miss Deborah Trentino Alto Adige)

058) Eleonora Pellegrin (Miss l'auraBlu Moda Mare Lombardia)

059) Laura Caneschi (Miss Sorriso LeiCard di Agos Toscana)

060) Valeria Altobelli (Miss Televolto Le Fablier Lazio)

061) Stefania Del Vecchio (Miss Molise)

062) Greta Loni (Miss Liguria)

063) Vanessa Marinucci (Miss Cinema Puglia)

064) Lorella Meneto (Miss Rocchetta Bellezza Friuli Venezia Giulia)

065) Savitri Ciavattini (Miss Sasch Modella Domani Emilia-Romagna)

066) Flavia Fano (Miss Wella Lombardia)

067) Martina Zoi (Miss Umbria)

068) Federica Di Bartolo (Miss Deborah Lazio)

069) Silvia Chizio (Miss l'auraBlu Moda Mare Veneto)

070) Deborah Asta (Miss Sorriso LeiCard di Agos Sicilia)

071) Rosaria Schiavo (Miss Campania)

072) Eleonora Riccò (Miss Emilia)

073) Morena Starace (Miss Eleganza Lazio)

074) Bianca Nativo (Miss Rocchetta Bellezza Campania)

075) Silvia Tittarelli (Miss Sasch Modella Domani Marche)

076) Ruth Morandini (Miss Wella Friuli Venezia Giulia)

077) Micol Del Gaudio (Miss Deborah Liguria)

078) Adele Ferlito (Miss l'auraBlu Moda Mare Sicilia)

079) Cristina Manzolini (Miss Sorriso LeiCard di Agos Lombardia)

080) Francesca Gatto (Miss Televolto Le Fablier Piemonte)

081) Alberta Tarquini (Miss Abruzzo)

082) Gessica Notaro (Miss Romagna)

083) Nunzia De Palo (Miss Rocchetta Bellezza Basilicata)

084) Ilaria Triolo (Miss Sasch Modella Domani Calabria)

085) Valentina Pacifico (Miss Wella Campania)

086) Yana Serzhantova (Miss Deborah Umbria)

087) Alessia Rastelli (Miss l'auraBlu Moda Mare Abruzzo)

088) Laura Brajato (Miss Sorriso LeiCard di Agos Veneto)

089) Francesca Ciullo (Miss Televolto Le Fablier Trentino Alto Adige)

090) Sonia Polimeni (Miss Sorriso LeiCard di Agos Calabria)

091) Ilaria Capponi (Miss Lazio)

092) Stephanie Salvadori (Miss Toscana)

093) Sara Cavagnari (Miss Rocchetta Bellezza Emilia-Romagna)

094) Fabiana De Canale (Miss Sasch Modella Domani Lazio)

095) Francesca Cavalera (Miss Wella Puglia)

096) Assunta Pannone (Miss Deborah Campania)

097) Marilena Itta (Miss Televolto Le Fablier Puglia)

098) Mariagrazia Dimmito (Miss Sorriso LeiCard di Agos Puglia)

099) Lia Puca (Miss l'auraBlu Moda Mare Campania)

100) Sara Brancati (Miss Milano)

101) Francesca Scattolini (Miss Marche)

## Riserve
102) Tracy Antignani (Miss Rocchetta Bellezza Molise)

103) Giulia Luchi (Miss Deborah Toscana)

## Ascolti
| Puntata           | Spettatori | Share  | Fonte |
| ----------------- | ---------- | ------ | ----- |
| 20 settembre 2007 | 4.645.000  | 23,23% | [ 5 ] |
| 21 settembre 2007 | 4.393.000  | 23,53% | [ 6 ] |
| 23 settembre 2007 | 4.214.000  | 27,35% | [ 7 ] |
| 24 settembre 2007 | 6.222.000  | 32,57% | [ 8 ] |